# WGC - Matchplay 2013

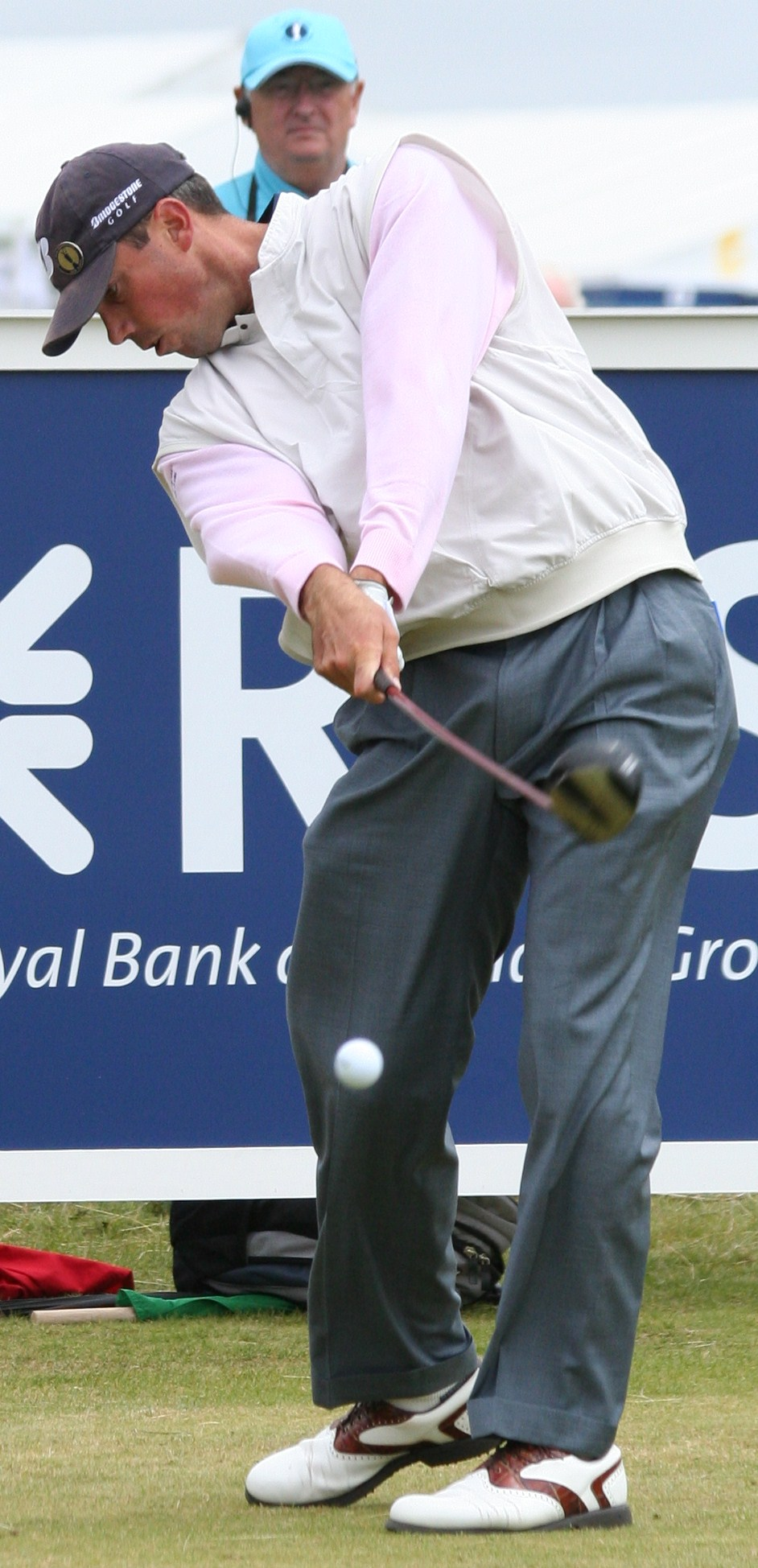
Matt Kuchar, winnaar 2013

Het 15de WGC - Matchplaykampioenschap werd van 20-24 februari 2013 werd in Dove Mountain, Arizona gespeeld.

## De spelers
De 64 deelnemers staan in de top van de wereldranglijst. Belangrijke afwezige was Phil Mickelson, hij werd vervangen door nummer 65, Shane Lowry. Op een later tijdstip moest Brandt Snedeker zich wegens een ribblessure terugtrekken, hij werd vervangen door nummer 66, Fredrik Jacobson. Alle spelers hadden eerder in dit toernooi meegedaan behalve Russell Henley.

## Het weer
Het weer heeft in 2013 al veel toernooien verstoord, en in Dove Mountain had men zelfs met sneeuw te maken. De eerste ronde kon niet afgemaakt worden. Tien koppels waren nog niet eens gestart toen het spelen gestopt werd, er was in korte tijd bijna vijf centimeter sneeuw gevallen.

's Nachts sneeuwde het weer, zodat er pas om 1 uur gestart werd. Toch werd de tweede ronde die dag nog bijna afgemaakt. Alleen Carl Pettersson & Rickie Fowler en Gonzalo Fernández-Castaño & Francesco Molinari moesten nog een paar holes spelen.

## De matchplay

### Ronde 1: 64 spelers
| WR | Winnaar         | Uitslag | WR | Verliezer          |
| -- | --------------- | ------- | -- | ------------------ |
| 16 | Shane Lowry     | 1 up    | 1  | Rory McIlroy       |
| 9  | Carl Pettersson | hole 19 | 8  | Rickie Fowler      |
| 5  | Graeme McDowell | 2 up    | 12 | Pádraig Harrington |
| 13 | Alexander Norén | 6&4     | 4  | Dustin Johnson     |
| 11 | Jason Day       | 6&5     | 6  | Zach Johnson       |
| 14 | Russell Henley  | 1 up    | 3  | Charl Schwartzel   |
| 7  | Jim Furyk       | 4&2     | 10 | Ryan Moore         |
| 2  | Bubba Watson    | 2&1     | 15 | Chris Wood         |

| WR | Winnaar           | Uitslag | WR | Verliezer        |
| -- | ----------------- | ------- | -- | ---------------- |
| 1  | Louis Oosthuizen  | 2&1     | 16 | Richie Ramsay    |
| 9  | Robert Garrigus   | 4&3     | 8  | Branden Grace    |
| 12 | Fredrik Jacobson  | 1 up    | 5  | Ernie Els        |
| 13 | Marcus Fraser     | 1 up    | 4  | Keegan Bradley   |
| 6  | Matt Kuchar       | 3&2     | 11 | Hiroyuki Fujita  |
| 3  | Sergio García     | hole 20 | 14 | Thongchai Jaidee |
| 10 | Nicolas Colsaerts | 5&4     | 7  | Bill Haas        |
| 2  | Justin Rose       | 2&1     | 15 | K.J. Choi        |

| WR | Winnaar                   | Uitslag | WR | Verliezer                   |
| -- | ------------------------- | ------- | -- | --------------------------- |
| 16 | Charles Howell III        | 2&1     | 1  | Tiger Woods ('03, '04, '08) |
| 8  | Gonzalo Fernández-Castaño | 2 up    | 9  | Francesco Molinari          |
| 5  | Peter Hanson              | 3&2     | 12 | Thomas Bjørn                |
| 4  | Webb Simpson              | 5&4     | 13 | David Lynn                  |
| 6  | Hunter Mahan              | 4&3     | 11 | Matteo Manassero            |
| 14 | Richard Sterne            | 1 up    | 3  | Jason Dufner                |
| 7  | Martin Kaymer             | 2&1     | 10 | George Coetzee              |
| 15 | Rafa Cabrera Bello        | hole 19 | 2  | Lee Westwood                |

| WR | Winnaar            | Uitslag | WR | Verliezer         |
| -- | ------------------ | ------- | -- | ----------------- |
| 1  | Luke Donald (2001) | 1 up    | 16 | Marcel Siem       |
| 9  | Scott Piercy       | 4&3     | 8  | Paul Lawrie       |
| 5  | Nick Watney        | 5&4     | 12 | David Toms        |
| 4  | Steve Stricker     | 5&4     | 13 | Henrik Stenson    |
| 6  | Bo Van Pelt        | 6&5     | 11 | John Senden       |
| 14 | Ian Poulter        | 2&1     | 3  | Stephen Gallacher |
| 7  | Thorbjørn Olesen   | 3&2     | 7  | Jamie Donaldson   |
| 15 | Tim Clark          | 2&1     | 2  | Adam Scott        |

### Ronde 2: 32 spelers
| Winnaar         | Uitslag | Verliezer       |
| --------------- | ------- | --------------- |
| Shane Lowry     | 6&5     | Carl Pettersson |
| Graeme McDowell | hole 20 | Alexander Norén |
| Jason Day       | hole 19 | Russell Henley  |
| Bubba Watson    | hole 22 | Jim Furyk       |

| Winnaar           | Uitslag | Verliezer        |
| ----------------- | ------- | ---------------- |
| Robert Garrigus   | 3&2     | Louis Oosthuizen |
| Fredrik Jacobson  | 4&3     | Marcus Fraser    |
| Matt Kuchar       | 2&1     | Sergio García    |
| Nicolas Colsaerts | 4&2     | Justin Rose      |

| Winnaar                   | Uitslag | Verliezer          |
| ------------------------- | ------- | ------------------ |
| Gonzalo Fernández-Castaño | 6&5     | Charles Howell III |
| Webb Simpson              | 1 up    | Peter Hanson       |
| Hunter Mahan              | 4&3     | Richard Sterne     |
| Martin Kaymer             | 2&1     | Rafa Cabrera Bello |

| Winnaar        | Uitslag | Verliezer        |
| -------------- | ------- | ---------------- |
| Scott Piercy   | 7&6     | Luke Donald      |
| Steve Stricker | hole 21 | Nick Watney      |
| Ian Poulter    | 3&1     | Bo Van Pelt      |
| Tim Clark      | 3&2     | Thorbjørn Olesen |

### Ronde 3: 16 spelers
| Speler          | Uitslag | Speler       |
| --------------- | ------- | ------------ |
| Graeme McDowell | 3&2     | Shane Lowry  |
| Jason Day       | 4&3     | Bubba Watson |

| Speler          | Uitslag | Speler            |
| --------------- | ------- | ----------------- |
| Robert Garrigus | 3&1     | Fredrik Jacobson  |
| Matt Kuchar     | 4&3     | Nicolas Colsaerts |

| Speler       | Uitslag | Speler                    |
| ------------ | ------- | ------------------------- |
| Webb Simpson | 2 up    | Gonzalo Fernández-Castaño |
| Hunter Mahan | 5&4     | Martin Kaymer             |

| Speler         | Uitslag | Speler       |
| -------------- | ------- | ------------ |
| Steve Stricker | 1 up    | Scott Piercy |
| Ian Poulter    | 5&3     | Tim Clark    |

### Ronde 4: 8 spelers
| Speler    | Uitslag | Speler          |
| --------- | ------- | --------------- |
| Jason Day | 1 up    | Graeme McDowell |

| Winnaar     | Uitslag | Verliezer       |
| ----------- | ------- | --------------- |
| Matt Kuchar | 3&2     | Robert Garrigus |

| Speler       | Uitslag | Speler       |
| ------------ | ------- | ------------ |
| Hunter Mahan | 1 up    | Webb Simpson |

| Speler      | Uitslag | Speler         |
| ----------- | ------- | -------------- |
| Ian Poulter | 3&2     | Steve Stricker |

### Ronde 5: 4 spelers
| Winnaar Ben Hogan | Uitslag | Winnaar Bobby Jones |
| ----------------- | ------- | ------------------- |
| Matt Kuchar       | 4&3     | Jason Day           |

| Winnaar Gary Player | Uitslag | Winnaar Sam Snead |
| ------------------- | ------- | ----------------- |
| Hunter Mahan        | 4&3     | Ian Poulter       |

| Speler    | Uitslag | Speler      |
| --------- | ------- | ----------- |
| Jason Day | 1 up    | Ian Poulter |

| Finalist    | Uitslag | Finalist     |
| ----------- | ------- | ------------ |
| Matt Kuchar | 2&1     | Hunter Mahan |

De Finale
Het toernooi eindigde met een mooie finale tussen de titelverdediger en de uiteindelijke winnaar.